# Кайла Каррера
Кайла Каррера (англ. Kayla Carrera, настоящее имя — Кэндис Батиларан (англ. Candice Batilaran), род. 30 июня 1978 года, Чикаго, Иллинойс) — американская порноактриса и эротическая фотомодель, лауреатка премии AVN Awards.

## Биография и карьера
Родилась 30 июня 1978 года в Чикаго, Иллинойс, США. Имеет немецкие, ирландские, испанские и филиппинские корни. Выросла в Атланте, штат Джорджия. В 2003 году переехала в Калифорнию и поселилась в Лос-Анджелесе. Жила там четыре года, после чего в 2007 году, в возрасте 29 лет начала сниматься в фильмах для взрослых. Поначалу снималась только в лесбийских сценах, но к 2008 году также стала появляться и в гетеросексуальных.
Согласно базе данных интернет-фильмов для взрослых (IAFD), Каррера сыграла в общей сложности в 128 фильмах, в том числе для таких Известных студий, как Devil's Film, Wicked Pictures, Vivid Entertainment, Diabolic Video, Evil Angel, Digital Playground, Zero Tolerance, Jules Jordan Video, Shane's World, Red Light District, Penthouse, Adam & Eve и New Sensations. Из менее известных сотрудничала с Third Degree Films, Mile High Media, Candy Shop и Pure Play Media. Также снималась для веб-сайтов, например, Bang Bros, Reality Kings, Brazzers и Naughty America.
Снималась с такими актёрами, как Майк Адриано, Джордан Аш, Марко Бандерас, Билли Глайд, Эрик Эверхард, Мануэль Феррара, Томми Ганн, Джулс Джордан, Кейран Ли, Рамон Номар, Лексингтон Стил, Майкл Стефано, Крисс Строкс, Брюс Вентура, Начо Видаль, Вуду и Марк Вуд.
В 2008 году была номинирована на AVN Awards в категории «лучшая групповая сцена». Два года спустя, в 2010 году, получила премию AVN в той же категории за роль в фильме 2040 с двенадцатью другими актёрами.
В начале 2012 года перенесла операцию по увеличению груди.

## Личная жизнь
С 2010 года живёт в Лас-Вегасе. В 2012 году вышла замуж за коллегу-актёра Ксандера Корвуса, но затем пара развелась. В 2015 году прекратила сниматься в фильмах для взрослых.

## Премии и номинации
| Год  | Церемония  | Результат | Категория | Фильм       |
| ---- | ---------- | --------- | --- | ----------- |
| 2008 | AVN Awards | Номинация | Лучшая сцена группового секса (вместе с Джессикой Дрейк, Брук Хейвен, Кимберли Кол и Рэнди Спирсом) | The Craving |
| 2010 | AVN Awards | Победа    | Лучшая сцена группового секса (вместе с Джессикой Дрейк, Кирстен Прайс, Алектрой Блу, Микайлой Мендес, Тори Лейн, Джейден Джеймс, Кейлени Леи, Рэнди Спирсом, Брэдом Армстронгом, Рокко Ридом, Маркусом Лондоном, Миком Блу и Ти Джей Каммингсом) | 2040        |